# Воронов Олексій Валерійович
Олексій Валерійович Воронов (рос. Алексей Валерьевич Воронов; 29 вересня 1977, м. Свердловськ, СРСР) — російський хокеїст, захисник. 
Виступав за «Автомобіліст» (Єкатеринбург), «Динамо-Енергія» (Єкатеринбург), «Кедр» (Новоуральськ), «Супутник» (Нижній Тагіл), «Югра» (Ханти-Мансійськ), «Бейбарис» (Атирау), «Мечел» (Челябінськ), «Михайлівці», «Дебрецен». 
Завершив кар'єру виступами за клуб з Дубаї (ОАЕ).
Досягнення
- Чемпіон Казахстану (2011).